# Sainte-Austreberthe, Pas-de-Calais

Sainte-Austreberthe este o comună în departamentul Pas-de-Calais, Franța. În 1 ianuarie 2022 avea o populație de 362 de locuitori.